# Russell Wong
Russell Girard Wong (chiń. 王盛德; pinyin Wáng Shèngdé, ur. 1 marca 1963 w Troy) – amerykański aktor, fotograf, tancerz i producent filmowy.

## Życiorys
Urodził się w Troy w stanie Nowy Jork jako piąte z siedmiorga dzieci Connie Van Yserloo, artystki o pochodzeniu holendersko-francusko-amerykańskim, i Williama Wonga, właściciela chińskiej restauracji z prowincji Shandong w Chinach. Wychowywał się z dwoma braćmi, Declanem i Michaelem Fitzgeraldem (ur. 16 kwietnia 1965), który został aktorem w Hongkongu. Jego rodzina przeniosła się do Albany, gdy był dzieckiem, gdzie jego ojciec prowadził restaurację. Kiedy Wong miał siedem lat, jego rodzice rozwiedli się i przeprowadził się z matką do Kalifornii, osiedlając się w pobliżu Yosemite. W 1981 ukończył Mariposa County High School, a następnie uczęszczał do Santa Monica City College.
Pracował jako fotograf i tancerz występujący w wideoklipach m.in. z Davidem Bowie, Donną Summer i Janet Jackson. W 1985 zadebiutował na kinowym ekranie jako Russell w hongkońskim musicalu Ge wu sheng ping (Musical Dancer), a rok później trafił do obsady ekranizacji bestsellera Jamesa Clavella Tai-Pan jako Gordon Chen.
Russel ożenił się ze swoją długoletnią dziewczyną Florą Cheong-Leen, chińską projektantką mody poznaną 20 lat wcześniej. Ma córkę z afroamerykańską tancerką.

## Filmografia

### Filmy
- 1986: Tai-Pan jako Gordon Chen
- 1991: New Jack City jako Park
- 1993: Klub szczęścia (The Joy Luck Club) jako Lin Xiao
- 1998: Armia Boga II (The Prophecy II) jako Danyeal
- 2000: Romeo musi umrzeć (Romeo Must Die) jako Kai
- 2000: Obława (Takedown) jako Tsutomu Shimomura
- 2003: Amnezja (Twisted) jako porucznik Tong
- 2006: Honor jako Ray
- 2008: Mumia: Grobowiec cesarza smoka (The Mummy: Tomb of the Dragon Emperor) jako Ming Guo

### Seriale TV
- 1988: McCall (The Equalizer) jako Narong Bansari
- 1997: Hawaii Five-O jako Nick Wong
- 1998: Dotyk anioła (Touched by an Angel) jako George
- 2004: CSI: Kryminalne zagadki Las Vegas (CSI: Crime Scene Investigation) jako porucznik Arthur Chen
- 2005: Pani prezydent (Commander In Chief) jako członek gabinetu
- 2006: Wzór (Numb3rs) jako Jeremy Wang
- 2010: Nikita jako Victor Han
- 2012: Hawaii Five-0 jako Kong Liang
- 2015: Agenci NCIS: Nowy Orlean (NCIS: New Orleans) jako Cam Lin
- 2017: Zabójcze umysły: poza granicami (Criminal Minds: Beyond Borders) jako inspektor Jin
- 2018: Lucyfer (Lucifer) jako Vincent Green
- 2018: Zabójcza broń (Lethal Weapon) jako  Stan
- 2019: Supergirl jako generał Tan
- 2020: Westworld jako Brompton

### Gry wideo
- 2003: True Crime: Streets of L.A. jako Nick Kang (głos)
- 2007: Stranglehold jako Yung Gi (głos)